# Мареєва Марина Євгенівна
Мареєва Марина Євгенівна — російський кінодраматург.
Народилася 6 серпня 1960 року у м. Юрга (Кемеровська область). Закінчила сценарний факультет Всесоюзного державного інституту кінематографії (1983, майстерня Є. Габриловича, С. Лунгіна).
Автор сценаріїв кінострічок: «Пустельник» (1992), «Королева Марго» (1996, телесеріал), «Тоталітарний роман» (1998), «Заздрість богів» (2000), «Спадкоємиці» (2001), «Бурштинові крила» (2003), «Жіночий роман» (2003, телесеріал), «Вбити вечір» (2003), «Спадкоємиці - 2» (2005), «Кружовник» (2006, телесеріал), «Снігова королева» (2006, 2 с., у співавт.), «Василівський острів» (2008, 4 с.), «Сайд-степ» (2008, у співавт.), «Важко бути мачо» (2008, у співавт.), «Пітерські канікули» (2009, 4 с., у співавт.), «Час для двох» (2011, 4 с.), а також українських фільмів: «Принцеса на бобах» (1997), «Два місяці, три сонця» (1998).

## Фестивалі та премії[1]
- 1993 — Конкурс сценаріїв і синопсисів «Надія» (Ялтинський кіноринок): Перша премія за найкращий сценарій («Принцеса на бобах» 1997)
- 1997 — КФ російських фільмів в Онфлерi: Приз за найкращий сценарій («Принцеса на бобах» 1997)
- 1998 — Премія «Золотий Овен»: За найкращий сценарій («Тоталітарний роман» 1998)